# Samuel Amato
Samuel Amato (Cuyo, 25 aprile 1984) è un hockeista su pista argentino naturalizzato italiano, difensore dell'AFP Giovinazzo.